# 奧托·紐格伯爾
奧托·爱德华·诺伊格鲍尔（英語：Otto Eduard Neugebauer，1899年5月26日—1990年2月19日），美國籍奧地利裔數學家、科學史專家，對巴比倫尼亞的泥板尤有研究，是天文學史的權威。美國國家科學院評價他為「當代精密科學史，甚至是整個科學史範疇中，最獨特及多產的學者」。

## 生平
生於奧地利因斯布魯克，他的父親是鐵路建設工程師、收藏家及東方地毯學者；雙親在他幼年時過身。第一次世界大戰期間，他被徵召入伍，在奧匈帝國與意大利的邊境當砲兵中尉，並曾經淪為意大利的戰俘。1919年，他入讀格拉茨大學，主修電機工程及物理，1921年轉至慕尼黑大學，1922至1924年間在哥廷根大学修讀數學，師從理查·科朗特、愛德蒙·蘭道及埃米·諾特。1931年創立數學文摘，由於拒絕效忠希特勒，他輾轉到達美國，於布朗大學教書，並創立了數學評論。
诺伊格鲍尔原本是一名數學家，從事古埃及和巴比倫數學的研究，之後專攻數理天文學史（History of mathematical astronomy）。在65年的職業生涯中，他整合了巴比倫、古埃及、希臘、羅馬、印度、中古伊斯蘭、歐洲中世紀以及文藝復興時期對天文學的知識，創造出數理天文學的專門學科。

## 外部連結
- Swerdlow, N. M.,  (PDF), United States National Academy of Science, 1998  [2015-07-09], （原始内容存档 (PDF)于2012-10-21）
- Masters of Math, From Old Babylon (November 26, 2010 New York Times article on exhibition honoring Neugebauer)（页面存档备份，存于）
- Otto Neugebauer – Institute for Advanced Study
- Before Pythagoras: The Culture of Old Babylonian Mathematics – Institute for the Study of the Ancient World, New York University（页面存档备份，存于）
- 約翰·J·奧康納; 埃德蒙·F·羅伯遜, ,  （英语）
- 奧托·紐格伯爾在數學譜系計畫的資料。